# Le Charme
Le Charme é uma comuna francesa na região administrativa do Centro, no departamento Loiret. Estende-se por uma área de 14,1 km². Em 2010 a comuna tinha 153 habitantes (densidade: 10,9 hab./km²).